# Legio I Flavia Pacis

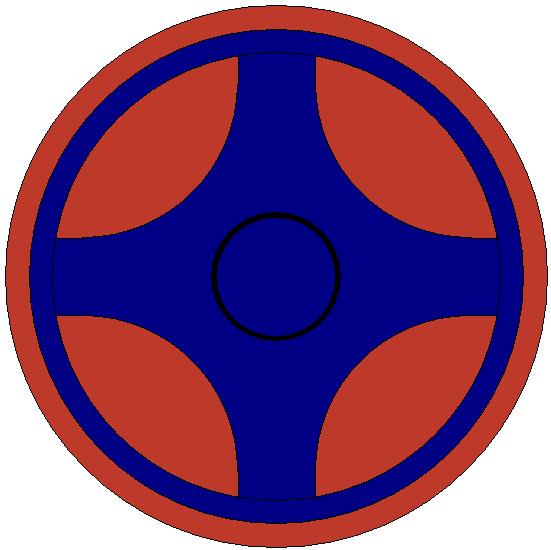
Emblema de la Legio I Flavia Pacis según Notitia Dignitatum

La Legio I Flavia Pacis (Primera legión «flavia de la Paz») fue una legión romana, mencionada en la Notitia Dignitatum como acantonada en Oriente, junto con la II Flavia Virtutis y la III Flavia Salutis. Poco se sabe de ella, y lo más que hay son suposiciones, a partir de este documento de la antigüedad. Se cree que fue creada por el emperador Constancio II a principios del siglo IV. 